# Curt Gerstmann
Curt Gerstmann (* um 1907; † unbekannt) war ein deutscher Tischtennisspieler. Er nahm an der Weltmeisterschaft 1926 teil.

## Werdegang
Gerstmann spielte Tennis. Mit dem Tischtennis machte er Anfang der 1920er Jahre Bekanntschaft, als Roman Najuch – seinerzeit ein bekannter Tennisspieler – im Sporthaus von Richard Rau (100-Meter-Läufer) Tischtennisturniere veranstaltete, damit die Tennisspieler die Winterpause überbrücken konnten.
Gerstmann war Angriffsspieler. Er wurde für den ersten deutschen Länderkampf nominiert, der im Januar 1926 gegen England mit 8:4 gewonnen wurde. Bei der Weltmeisterschaft 1926 wurde er mit der deutschen Mannschaft Siebenter. Dabei kam er in den Mannschaftskämpfen auf eine Bilanz von 4:14, gewann dabei jedoch gegen Dr. Hassan-Ali Fyzee, den Präsidenten des indischen Tischtennisverbandes. Im Einzelwettbewerb unterlag Gerstmann in der ersten Runde dem Engländer A.E. Stillwell, das Doppel mit Fritz Zinn schied nach Freilos in der zweiten Runde gegen H. A. Benett/George J. Ross (England) aus.
Anfang der 1930er Jahre nahm Gerstmann an einigen Turnieren in New York teil.

## Turnierergebnisse
| Verband | Veranstaltung     | Jahr | Ort    | Land | Einzel    | Doppel    | Mixed        | Team |
| ------- | ----------------- | ---- | ------ | ---- | --------- | --------- | ------------ | ---- |
| GER     | Weltmeisterschaft | 1926 | London | ENG  | letzte 64 | letzte 16 | keine Teiln. | 7    |